# M 2 (MSBS)
Die M 2 waren französische ballistische Atomraketen, die auf U-Booten stationiert waren. Die Raketen unterschieden sich von ihren Vorgängern des M 1 Typs durch eine vergrößerte 2. Stufe. Dadurch wurde eine um 700 km erhöhte Reichweite erreicht.
Die Raketen wurden 1974 mit Le Foudroyant (S 610), dem dritten Boot der Redoutable-Klasse, eingeführt. Die beiden älteren U-Boote der Redoutable-Klasse wurden später mit den neuen Raketen bewaffnet.
Die Raketen wurden ab 1977 durch die schwerer bewaffneten M 20-Raketen ersetzt.

## Technische Daten
| Kenngröße    | Daten                              |
| ------------ | ---------------------------------- |
| Hersteller   | SEREB                              |
| Land         | Frankreich                         |
| Länge        | 10,40 m                            |
| Durchmesser  | 1,50 m                             |
| Gewicht      | 20.000 kg                          |
| Reichweite   | 3.100 km                           |
| Antrieb      | zweistufiger Feststoffraketenmotor |
| Steuerung    | Trägheitsnavigation                |
| Gefechtskopf | nuklear 500 kT                     |